# 宍戸大樹
宍戸 大樹（ししど ひろき、1977年3月16日 - ）は、日本の男性シュートボクサー、キックボクサー。福島県出身。シーザージム所属。初代シュートボクシング日本シーガル級（現スーパーライト級）、初代シュートボクシング日本ウェルター級、初代シュートボクシング東洋太平洋ウェルター級王者。入場曲は少林サッカーのテーマ。
右利きのボクサーファイターで、連打や蹴りを得意とする。

## 来歴
1998年3月22日に大阪府立門真スポーツセンターで行われた第12回関西アマチュアシュートボクシング選手権大会で、30人がエントリーした中量級（67kg未満）に出場し優勝した。
1998年6月4日、プロデビュー戦で兵頭英樹に2RKO勝ち。
1998年8月28日、朴英樹に判定負け。11月3日に「未知への挑戦 PART5」のフレッシュマンクラスでZAIと対戦。2R判定0-3で判定勝ちする。
2001年9月25日、「Be a Champ 3rd Stage」で行われたシュートボクシングシーガル級王者決定戦で坂口立起（同級4位）と対戦。5ポイント差をつけ3R判定勝ちし新王者になった。同年11月20日、「Be a Champ 4th. stage」でシャノン・フォレスターとシュートボクシングルールで対戦。肘のカットによるドクターストップで2R39秒にTKO勝ち。
2002年4月28日、東金ジム主催の「最強を求めて！「出陣・決戦」」で東金シャノン（シャノン・フォレスター）と再戦。右肘でのカットによるドクターストップで4R2:10TKO勝ちする。同年7月28日、オーストラリアのゴールド・コーストで行われたWMCインターコンチネンタルスーパーウェルター級タイトルマッチでシャノン・フォレスターと3度目の対戦を行ない、5R判定勝ちで新王者となった。
2003年12月14日、オーストラリアのゴールドコーストで行われた「X-PLOSION 5 -In Progress-」に参戦。カート・フィンレーソン（オーストラリア）に5R判定1-2で敗北。
2004年9月19日、「SHOOT BOXING WORLD TOURNAMENT S-cup 2004」のリザーブマッチでブルース・マクフィーに判定勝ち。アルバート・クラウスが負傷により棄権したため、準決勝でカテウ・キビスと対戦し判定勝ち。決勝ではアンディ・サワーと対戦し、2R右ストレートで3ダウンを喫しTKO負け。リザーバーながら準優勝を果たした。
2005年1月23日、「SHOOT BOXING 2005 GROUND ZERO FUKUOKA」でオーレ・ローセンと対戦。3Rに右ハイキックでKO勝ち。
2005年9月、イム・チビンに2回ダウンを奪い判定勝ち。2006年2月、アンドレ・ジダに判定勝ち。2006年5月、安廣の怪我で対戦相手が変更イアン・シャファーに判定勝ち。
2006年9月4日、「K-1 WORLD MAX 2006 〜世界王者対抗戦〜」でブアカーオ・ポー.プラムックと対戦。ラッシュを仕掛けたところカウンターの左フックを顎に喰らい、1R15秒でKO負けを喫した。
2006年11月3日、SHOOT BOXING WORLD TOURNAMENT S-cup 2006に出場。1回戦でレイ・セフォーの弟子ジョーダン・タイと対戦し、延長判定勝ち。続く準決勝では日本人同士の対決となった緒形健一に判定負け。
2006年12月3日、SHOOT BOXING 2006 NEO ΟΡΘΡΟΖ SERIES FINALでダマッシオ・ペイジと対戦。2Rに右ハイキックでダウンを奪うと、続けて左跳び膝蹴りでKO勝ち。
2007年2月5日、「K-1 WORLD MAX 2007 〜日本代表トーナメント決定戦〜」に出場。1回戦で尾崎圭司と対戦し、1Rにカウンターの右フックでダウンを奪われ、判定負け。
2007年6月10日、マーシャルアーツ日本キックボクシング連盟のリングでMA日本ミドル級王者城戸康裕と対戦。2Rに右膝蹴りでダウンを奪われ、判定負け。
2007年9月30日、シュートボクシング「無双〜MU-SO〜 其の四」でTATSUJIと対戦。2Rに左ストレートでダウンを奪い、判定勝ち。
2007年10月28日、SHOOT BOXING BATTLE SUMMIT GROUND ZERO TOKYO 2007でビックベン・ケーサージムと対戦し、判定勝ち。
2007年11月24日、オランダで開催されたアンディ・サワー主催のシュートボクシングオランダ旗揚げ大会でハリド・レイエスと対戦し、右肩脱臼によるTKO負け。
2008年4月4日、火魂〜Road to S-cup〜 其の弐にて香港のツァン・ホイ・クワンと対戦し、判定勝ち。
2008年7月21日、火魂〜Road to S-cup〜 其の四で山口太雅とSB日本ウェルター級タイトルマッチを行い、判定勝ち。初防衛に成功した。
2008年9月12日、火魂〜Road to S-cup〜 其の伍で金井健治に判定勝ちを収め、S-cup出場を決めた。
2008年11月24日、SHOOT BOXING WORLD TOURNAMENT S-cup 2008に出場。1回戦でクリス・ホロデッキーに判定勝ちを収めるも、準決勝でアンディ・サワーに判定負けを喫した。
2009年4月3日、武志道-bushido- 其の弐でルイス・アゼレードと対戦し、判定勝ちを収めた。
2009年6月1日、武志道-bushido- 其の参のSB東洋太平洋ウェルター級初代王座決定戦でルーク・メイトランドと対戦し、スタンディングフロントチョークでKO勝ちを収め、初代王座を獲得した。
2010年11月23日、SHOOT BOXING WORLD TOURNAMENT S-cup 2010の1回戦でブアカーオ・ポー.プラムックと対戦、アームロックやバックスピンキックで流れをつかみかけるも3Rに右ハイキックでダウンを喫し、0-3の判定負けを喫した。
2011年2月19日、「SHOOT BOXING 2011 act.1 -SB166-」のメインイベントでボーウィー・ソーウドムソンと1年5か月ぶりに再戦し、3-0の判定勝ちを収めた。
2011年6月5日、「東日本大震災復興チャリティーイベント SHOOT BOXING 2011 act.3 -SB169-」で、S-cup2010準優勝者トビー・イマダと対戦し、0-3の判定負けを喫した。

## 戦績
| キックボクシング 戦績 | キックボクシング 戦績 | キックボクシング 戦績 | キックボクシング 戦績 | キックボクシング 戦績 | キックボクシング 戦績 | キックボクシング 戦績 |
| --------------------- | --------------------- | --------------------- | --------------------- | --------------------- | --------------------- | --------------------- |
| 89 試合               | (T)KO                 | 判定                  | その他                | 引き分け              | 無効試合              |                       |
| 62 勝                 | 26                    | 36                    |                       | 0                     | 0                     |                       |
| 27 敗                 | 6                     |                       |                       | 0                     | 0                     |                       |

| 勝敗 | 対戦相手                             | 試合結果                                        | 大会名                                                                                         | 開催年月日     |
| ×    | 太聖                                 | 2R TKO                                          | SHOOT BOXING 花やしき Extreme.1                                                                | 2019年6月2日   |
| ○    | 喜入衆                               | 1R TKO                                          | SHOOT BOXING 2019 act.2                                                                        | 2019年4月27日  |
| ○    | 笹谷淳                               | 3R 判定                                         | SHOOT BOXING 2019 act.1                                                                        | 2019年2月11日  |
| ×    | 北斗拳太郎                           | 3R 判定                                         | SHOOT BOXING S-cup 65kg 世界 TOURNAMENT 2018                                                   | 2018年11月18日 |
| ×    | 緑川創                               | 2R TKO                                          | KNOCK OUT SUMMER FES.2018                                                                      | 2018年8月19日  |
| ○    | 土屋大喜                             | 3R TKO                                          | SHOOT BOXING 2018 act.3                                                                        | 2018年6月10日  |
| ○    | 馮本汝（ベルナルド・ファング）       | 3R 判定                                         | SHOOT BOXING 2018 act.2                                                                        | 2018年4月1日   |
| ×    | ジャオウェハー・シーリーラックジム   | 3R TKO                                          | SHOOT BOXING 2016 act.2                                                                        | 2016年4月3日   |
| ×    | 上迫博仁                             | 3R 判定                                         | Que Sera Japon Presents SHOOT BOXING 30th ANNIVERSARY “GROUND ZERO TOKYO 2015”                 | 2015年12月1日  |
| ○    | ジャオウェハー・グランタイボクシング | 3R 判定                                         | SHOOT BOXING 2015～SB30th Anniversary～act.4 【SB東洋太平洋ウェルター級タイトルマッチ】        | 2015年9月19日  |
| ○    | 吉本光志                             | 3R 判定                                         | SHOOT BOXING 30th ANNIVERSARY“CAESAR TIME!”                                                    | 2015年8月22日  |
| ×    | ザカリア・ゾウガリー                 | 3R 判定                                         | SHOOT BOXING 2015～SB30th Anniversary～ act.1                                                  | 2015年2月21日  |
| ×    | ウシネ・ベノーイ                     | 3R 判定                                         | SHOOT BOXING S-cup世界トーナメント2014                                                         | 2014年11月30日 |
| ×    | 長島☆自演乙☆雄一郎                   | 3R 判定                                         | SHOOT BOXING BATTLE SUMMIT～GROUND ZERO TOKYO 2013                                             | 2013年11月16日 |
| ○    | ムーディ・ラワイ                     | 2R KO                                           | SHOOT BOXING in FUKUSHIMA 2013～宍戸大樹 凱旋チャリティーイベント～                            | 2013年8月10日  |
| ○    | 林源平                               | 3R 判定                                         | SHOOT BOXING 2013 act.3                                                                        | 2013年6月23日  |
| ○    | 高谷裕之                             | 3R 判定                                         | SHOOT BOXING 2013 act.2                                                                        | 2013年4月20日  |
| ×    | アンディ・サワー                     | 1R 2:41 KO（2ノックダウン）                     | SHOOT BOXING WORLD TOURNAMENT S-cup 2012 【準決勝】                                            | 2012年11月17日 |
| ○    | ジェシアス・カバウカンチ             | 5R終了 判定2-0                                  | SHOOT BOXING WORLD TOURNAMENT S-cup 2012 【1回戦】                                             | 2012年11月17日 |
| ○    | 鈴木悟                               | 1R 1:03 KO （右バックハンドブロー）             | SHOOT BOXING 2012～Road to S-cup～act.4 【S-cup日本代表枠最終査定試合】                        | 2012年9月17日  |
| ×    | 鈴木博昭                             | 5R終了 判定0-3                                  | SHOOT BOXING 2012～Road to S-cup～act.3                                                        | 2012年6月3日   |
| ×    | ウォーレン・スティーブルマンス       | 5R終了 判定0-3                                  | SHOOT BOXING 2012～Road to S-cup～act.1                                                        | 2012年2月5日   |
| ×    | リオン武                             | 3R終了 判定0-2                                  | SHOOT the SHOOTO 2011                                                                          | 2011年11月6日  |
| ×    | トビー・イマダ                       | 3R終了 判定0-3                                  | 東日本大震災復興チャリティーイベント SHOOT BOXING 2011 act.3 -SB169-                           | 2011年6月5日   |
| ○    | ボーウィー・ソーウドムソン           | 5R終了 判定3-0                                  | SHOOT BOXING 2011 act.1 -SB166-                                                                | 2011年2月19日  |
| ×    | ブアカーオ・ポー.プラムック          | 3R終了 判定0-3                                  | SHOOT BOXING WORLD TOURNAMENT S-cup 2010 【1回戦】                                             | 2010年11月23日 |
| ×    | ミロウド・ゲイブリ                   | 5R+延長R終了 判定0-2                            | SHOOT BOXING 25TH ANNIVERSARY SERIES 第4戦 維新-ISHIN- 其の四                                  | 2010年9月18日  |
| ○    | ヴァージル・カラコダ                 | 3R 2:15 KO（左ストレート）                      | SHOOT BOXING 25TH ANNIVERSARY SERIES 第3戦 維新-ISHIN- 其の参                                  | 2010年6月6日   |
| ○    | 鈴木悟                               | 2R 1:39 TKO （スタンディングフロントチョーク）  | SHOOT BOXING 25TH ANNIVERSARY SERIES 第2戦 維新-ISHIN- 其の弐                                  | 2010年4月11日  |
| ○    | グレッグ・フォーリー                 | 5R 1:24 KO （スタンディングチョークスリーパー） | SHOOT BOXING 25TH ANNIVERSARY SERIES 開幕戦 維新-ISHIN- 其の壱                                 | 2010年2月13日  |
| ×    | ボーウィー・ソーウドムソン           | 5R 0:36 KO（右ストレート）                      | SHOOT BOXING 2009 武志道-bushido- 其の四                                                       | 2009年9月4日   |
| ○    | ルーク・メイトランド                 | 2R 1:15 KO （スタンディングフロントチョーク）   | SHOOT BOXING 2009 武志道-bushido- 其の参 【SB東洋太平洋ウェルター級初代王座決定戦】            | 2009年6月1日   |
| ○    | ルイス・アゼレード                   | 3R+延長1R終了 判定3-0                           | SHOOT BOXING 2009 武志道-bushido- 其の弐                                                       | 2009年4月3日   |
| ○    | 魏守雷（ウェイ・シュウレイ）         | 3R 1:54 KO（膝蹴り）                            | SHOOT BOXING 2009 武志道-bushido- 其の壱                                                       | 2009年2月11日  |
| ×    | アンディ・サワー                     | 3R終了 判定0-3                                  | SHOOT BOXING WORLD TOURNAMENT S-cup 2008 【準決勝】                                            | 2008年11月24日 |
| ○    | クリス・ホロデッキー                 | 3R終了 判定3-0                                  | SHOOT BOXING WORLD TOURNAMENT S-cup 2008 【1回戦】                                             | 2008年11月24日 |
| ○    | 金井健治                             | 5R終了 判定3-0                                  | SHOOT BOXING 2008 火魂〜Road to S-cup〜 其の伍 【S-cup 2008 日本代表者決定戦】                 | 2008年9月12日  |
| ○    | 山口太雅                             | 5R終了 判定3-0                                  | SHOOT BOXING 2008 火魂〜Road to S-cup〜 其の四 【SB日本ウェルター級タイトルマッチ】            | 2008年7月21日  |
| ○    | アントニオ・カルバーリョ             | 3R+延長R終了 判定3-0                            | SHOOT BOXING 2008 火魂〜Road to S-cup〜 其の参                                                 | 2008年5月28日  |
| ○    | ツァン・ホイ・クワン                 | 3R+延長R終了 判定3-0                            | SHOOT BOXING 2008 火魂〜Road to S-cup〜 其の弐                                                 | 2008年4月4日   |
| ×    | ハリド・レイエス                     | 1R TKO（右肩脱臼）                              | TEAM SOUWER & FIGHTCLUB DEN BOSCH PRESENT "SHOOT BOXING                                        | 2007年11月24日 |
| ○    | ビックベン・ケーサージム             | 3R終了 判定3-0                                  | SHOOT BOXING BATTLE SUMMIT GROUND ZERO TOKYO 2007                                              | 2007年10月28日 |
| ○    | TATSUJI                              | 3分3R終了 判定3-0                               | SHOOT BOXING 2007 無双〜MU-SO〜 其の四                                                         | 2007年9月30日  |
| ×    | 城戸康裕                             | 3分5R終了 判定0-3                               | マーシャルアーツ日本キックボクシング連盟 BREAKDOWN（打破）5 〜新東金ジム29周年記念 戦場の狼3〜 | 2007年6月10日  |
| ×    | 尾崎圭司                             | 3分3R終了 判定0-3                               | K-1 WORLD MAX 2007 〜日本代表トーナメント決定戦〜 【1回戦】                                    | 2007年2月5日   |
| ○    | ダマッシオ・ペイジ                   | 2R 2:02 KO （左跳び膝蹴り）                     | SHOOT BOXING 2006 NEO ΟΡΘΡΟΖ SERIES FINAL                                                      | 2006年12月3日  |
| ×    | 緒形健一                             | 3分3R終了 判定0-3                               | SHOOT BOXING WORLD TOURNAMENT S-cup 2006 【準決勝】                                            | 2006年11月3日  |
| ○    | ジョーダン・タイ                     | 延長R終了 判定3-0                               | SHOOT BOXING WORLD TOURNAMENT S-cup 2006 【1回戦】                                             | 2006年11月3日  |
| ×    | ブアカーオ・ポー.プラムック          | 1R 0:15 KO（左フック）                          | K-1 WORLD MAX 2006 〜世界王者対抗戦〜                                                          | 2006年9月4日   |
| ○    | イアン・シャファー                   | 3分5R終了 判定3-0                               | SHOOT BOXING 2006 NEO ΟΡΘΡΟΖ Series 3rd                                                        | 2006年5月26日  |
| ○    | マルフィオ・カノレッティ             | 3分5R終了 判定3-0                               | SHOOT BOXING 2006 NEO ΟΡΘΡΟΖ Series 2nd                                                        | 2006年3月25日  |
| ○    | アンドレ・ジダ                       | 3分5R終了 判定0-3                               | SHOOT BOXING 2006 NEO ΟΡΘΡΟΖ Series 1st                                                        | 2006年2月9日   |
| ○    | バダムガラフ・バルジンニカム         | 3R 1:06 TKO（タオル投入）                       | SHOOT BOXING 20th ANNIVERSARY SERIES FINAL                                                     | 2005年11月25日 |
| ○    | イム・チビン                         | 3分5R終了 判定3-0                               | SHOOT BOXING 20th ANNIVERSARY SERIES 4th                                                       | 2005年9月25日  |
| ○    | 大野崇                               | 3分5R終了 判定3-0                               | SHOOT BOXING 20th ANNIVERSARY SERIES 3rd                                                       | 2005年6月26日  |
| ○    | 菊池浩一                             | 3分5R終了 判定3-0                               | SHOOT BOXING 20th ANNIVERSARY SERIES 【SB日本ウェルター級王座決定戦】                          | 2005年3月6日   |
| ○    | オーレ・ローセン                     | 3R 0:22 KO（右ハイキック）                      | SHOOT BOXING 2005 GROUND ZERO FUKUOKA                                                          | 2005年1月23日  |
| ×    | アンディ・サワー                     | 2R 0:50 TKO（右ストレート）                     | SHOOT BOXING WORLD TOURNAMENT S-cup 2004 【決勝】                                              | 2004年9月19日  |
| ○    | カテウ・キビス                       | 3分3R終了 判定3-0                               | SHOOT BOXING WORLD TOURNAMENT S-cup 2004 【準決勝】                                            | 2004年9月19日  |
| ○    | ブルース・マクフィー                 | 3分3R終了 判定3-0                               | SHOOT BOXING WORLD TOURNAMENT S-cup 2004 【リザーブマッチ】                                    | 2004年9月19日  |
| ○    | 笹羅崇裕                             | 1R 1:11 TKO （ドクターストップ、骨折）          | SHOOT BOXING 2004 Infinity-S Vol.4                                                             | 2004年7月19日  |
| ○    | 白須康仁                             | 4R 2:30 TKO（額のカット）                       | マーシャルアーツ日本キックボクシング連盟 「東金ジム26th anniversary SUPREME-3 〜戦場の虎〜」   | 2004年5月9日   |
| ○    | 裕樹                                 | 3R終了 判定3-0                                  | FUTURE FIGHTER IKUSA 5 〜乱〜 MONKEYMAGIC 【シュートボクシングIKUSA特別ルール】                | 2004年1月24日  |
| ×    | 劉献偉                               | 判定                                            | 中国功夫-日本シュートボクシング争奪戦                                                          | 2003年10月25日 |
| ×    | KURT "KILLER" FINLAYSON              | 5R終了 判定1-2                                  | X-PLOSION 5                                                                                    | 2003年12月14日 |
| ○    | タリック・イドリッシ                 | 5R終了 判定3-0                                  | SHOOT BOXING "S" of the World Vol.5                                                            | 2003年9月23日  |
| ○    | 加藤督朗                             | 延長2R終了 判定2-1                              | SHOOT BOXING "S" of the World Vol.3                                                            | 2003年6月1日   |
| ×    | テーワリットノーイ・SKVジム          | 5R終了 判定0-2                                  | SHOOT BOXING "S" of the World Vol.2                                                            | 2003年4月13日  |
| ○    | ブラッド"ドッジ"                     | 5R終了 判定                                     | X-PLOSION Boonchu S-cup                                                                        | 2002年12月15日 |
| ○    | タリック・ベンフキー                 | 5R終了 判定3-0                                  | Shoot Boxing The age of "S" Vol.4                                                              | 2002年9月22日  |
| ○    | ロナルド・ウルフス                   | 1R 2:24 TKO （3ノックダウン）                   | SHOOT BOXING WORLD TOURNAMENT S-cup 2002                                                       | 2002年7月7日   |
| ○    | 東金シャノン                         | 4R 2:10 TKO （ドクターストップ：額カット）      | マーシャルアーツ日本キックボクシング連盟「最強を求めて! 出陣・決戦」                           | 2002年4月28日  |
| ○    | 小谷直之                             | 2R 2:40 KO （右ストレート）                     | Shoot Boxing The age of "S" Vol.2                                                              | 2002年3月31日  |
| ○    | ブレス・ジェイソン                   | 1R終了時 TKO （ドクターストップ：右膝負傷）     | Shoot Boxing The age of "S" Vol.1                                                              | 2002年2月1日   |
| ○    | 寒川慶一                             | 2R終了 KO                                       | SHOOTBOXING "INVADE 5th Stage"                                                                 | 2001年11月30日 |
| ○    | シャノン・フォレスター               | 2R 0:39 TKO （ドクターストップ、肘のカット）    | SHOOT BOXING Be a Champ 4th stage                                                              | 2001年11月20日 |
| ○    | 坂口立起                             | 3R終了 判定3-0                                  | SHOOT BOXING Be a Champ 3rd stage 【SBシーガル級王座決定戦】                                   | 2001年9月25日  |
| ○    | 巌流小次郎                           | 3R終了 TKO                                      | SHOOT BOXING "Be a Champ 2nd Stage"                                                            | 2001年4月30日  |
| ○    | 韓国人選手                           | 2R終了 KO                                       | -                                                                                              | 2001年1月13日  |
| ○    | KIYOHIRO                             | 3R終了 判定                                     | -                                                                                              | 2000年3月25日  |
| ○    | 藤岡一也                             | 2R終了 TKO                                      | -                                                                                              | 2000年3月25日  |
| ○    | 北岡考人                             | 3R終了 判定                                     | SHOOTBOXING INVADE ～立技総合格闘技 大侵略活劇～                                               | 2000年1月24日  |
| ○    | 東金タイソン                         | 3R終了 判定                                     | SHOOTBOXING AGAINST 1999 4th （世界立技総合格闘技大交流戦）                                    | 1999年12月1日  |
| ○    | ZAI                                  | 2R終了 判定                                     | SHOOTBOXING 未知への挑戦 PART5                                                                 | 1998年11月3日  |
| ×    | 朴英樹                               | 3R終了 判定3-0                                  | K-1 BUSHIDO’98                                                                                 | 1998年8月28日  |
| ○    | 兵頭英樹                             | 2R終了 KO                                       | SHOOTBOXING S・K－XX 2nd                                                                       | 1998年6月4日   |

## 獲得タイトル
- アマチュア
  - 全日本アマチュアシュートボクシング選手権全国大会優勝
- プロ
  - 第8代SB日本シーガル級（現スーパーライト級）王座（0度防衛）
  - 初代SB日本ウェルター級王座（0度防衛）
  - WMCインターコンチネンタルスーパーウェルター級王座（0度防衛）
  - 初代SB東洋太平洋ウェルター級王座（0度防衛）
  - S-cup 2004 準優勝